# アスレティック・ビルバオの選手一覧
アスレティック・ビルバオの選手一覧は、スペイン・リーガ・エスパニョーラに所属しているアスレティック・ビルバオに在籍しているまたは過去に在籍したことのある選手の一覧。

## 歴代キャプテン
| 期間      | 選手                     | ポジション | 備考                  |
| --------- | ------------------------ | ---------- | --------------------- |
| 1979-1980 | ホセ・アンヘル・イリバル | GK         |                       |
| 1980-1982 | チュチュ・ロホ           | FW         | カンテラ出身          |
| 1982-1986 | ダニ                     | FW         |                       |
| 1986-1987 | アンドニ・ゴイコエチェア | DF         | カンテラ出身          |
| 1987-1988 | マヌ・サラビア           | FW         | カンテラ出身          |
| 1988-1990 | エスタニスラオ・アルゴテ | FW         | カンテラ出身          |
| 1990-1991 | ホセ・ラモン・ガジェゴ   | MF         |                       |
| 1991-1992 | イスマエル・ウルトゥビ   | MF         | カンテラ出身          |
| 1992-1995 | へナル・アンドリヌア     | DF         | カンテラ出身          |
| 1996-2006 | フレン・ゲレーロ         | MF         | 最長任期 カンテラ出身 |
| 2006-2010 | ホセバ・エチェベリア     | FW         |                       |
| 2010-2011 | パブロ・オルバイス       | MF         |                       |
| 2011-2016 | カルロス・グルペギ       | MF         |                       |
| 2016-2017 | ゴルカ・イライソス       | GK         |                       |
| 2017-2019 | マルケル・スサエタ       | MF         | カンテラ出身          |
| 2019-     | イケル・ムニアイン       | FW         | カンテラ出身          |

## ワンクラブ・マン
2020年現在、アスレティック・ビルバオにのみ在籍し、キャリアを終えた選手は計10選手いる。
| - ピチーチ 1912-1921 - ホセ・マリア・ベラウステ 1908-1924 - ガインサ 1938-1959 - エネコ・アリエタ 1951-1966 | - ハビエル・クレメンテ 1968-1971 - チェチュ・ロホ 1965-1982 - ホス・ウルティア 1987-2003 | - アイトール・ララサバル 1990-2004 - フレン・ゲレーロ 1992-2006 - カルロス・グルペギ 2001-2016 |

## 個人タイトル保持者

### ピチーチ賞
1940年代に在籍していたテルモ・サラは、当時のピチーチ賞最多受賞者だったが、2019-20シーズンにリオネル・メッシが通算7度目のピチーチ賞を獲得したことでその記録は破られた。
| シーズン | 選手                       | ゴール | 1試合平均 |
| -------- | -------------------------- | ------ | --------- |
| 1929-30  | ギジェルモ・ゴロスティサ   | 19     | 1.05      |
| 1930-31  | バタ                       | 27     | 1.58      |
| 1931-32  | ギジェルモ・ゴロスティサ   | 12     | 0.73      |
| 1939-40  | ビクトリオ・ウナムノ       | 20     | 0.90      |
| 1944-45  | テルモ・サラ               | 19     | 0.73      |
| 1945-46  | テルモ・サラ               | 24     | 1.33      |
| 1946-47  | テルモ・サラ               | 34     | 1.41      |
| 1949-50  | テルモ・サラ               | 35     | 1.34      |
| 1950-51  | テルモ・サラ               | 38     | 1.26      |
| 1952-53  | テルモ・サラ               | 24     | 0.82      |
| 1967-68  | フィデル・ウリアルテ       | 22     | 0.91      |
| 1974-75  | カルロス・ルイス・エレーロ | 19     | 0.59      |

### サモラ賞
| シーズン | 選手                       | 平均失点 | 失点 | 試合 |
| -------- | -------------------------- | -------- | ---- | ---- |
| 1929-30  | グレゴリオ・ブラスコ       | 1.33     | 20   | 15   |
| 1933-34  | グレゴリオ・ブラスコ       | 1.50     | 21   | 14   |
| 1935-36  | グレゴリオ・ブラスコ       | 1.47     | 30   | 21   |
| 1940-41  | ホセ・マリア・エチェバリア | 1.16     | 21   | 18   |
| 1946-47  | ライムンド・ペレス・レサマ | 1.26     | 29   | 23   |
| 1969-70  | ホセ・アンヘル・イリバル   | 0.66     | 20   | 30   |

### サラ賞
| シーズン | 選手                     | ゴール | 1試合平均 |
| -------- | ------------------------ | ------ | --------- |
| 2011-12  | フェルナンド・ジョレンテ | 17     | 0.53      |
| 2014-15  | アリツ・アドゥリス       | 18     | 0.58      |
| 2015-16  | アリツ・アドゥリス       | 20     | 0.59      |

## 外国籍選手
アスレティック・ビルバオは"バスク純血主義"をクラブ方針に掲げているため、このクラブでプレーした外国籍選手は貴重である。
スペイン国外で生まれた選手
- ビセンテ・ビウルン
- ビセンテ・リザラズ
- フェルナンド・アモレビエタ
- ハビエル・イトゥリアガ
- アイメリク・ラポルテ
- クリスティアン・ガネア

バスク地方生まれだが外国籍を持つ選手
- ホナス・ラマーリョ
- イニャキ・ウィリアムズ
- ニコ・ウィリアムズ
- ケナン・コドロ
- マルコム・アレス

## 歴代所属選手

### GK
| - ラファエル・モレノ・アランサディ 1911-1921 - グレゴリオ・ブラスコ 1928-1936 - ホセ・アンヘル・イリバル 1962-1980 - アンドニ・スビサレータ 1981-1986 | - ビセンテ・ビウルン 1986-1990 - ダニエル・アランスビア 2000-2008 - イニャーキ・ラフエンテ1994-1998, 1999-2009 | - ゴルカ・イライソス・モレノ 2007-2017 - ケパ・アリサバラガ 2016-2018 - ウナイ・シモン 2018- |

### DF
- ホセ・マリア・ベラウステ 1905-1926
- ヘスス・ガライ 1950-1960
- ルイス・マリア・エチェベリア 1961-1972
- アグスティン・ギサソラ 1971-1983
- アンドニ・ゴイコエチェア 1975-1987
- ラモン・アレサンコ 1977-1980
- サンティアゴ・ウルキアガ 1979-1987
- ヘスス・イニゴ・リセランス 1981-1988
- ヘナル・アンドリヌア 1983-1997
- アイトール・ララサバル 1990-2004
- ビセンテ・リザラズ 1996-1997
- ミケル・ラサ 1997-2001
- ルイス・プリエト 1999-2000, 2002-2008
- アシエル・デル・オルノ 2000-2005, 2007-2008
- アンドニ・イラオラ 2003-2015
- フェルナンド・アモレビエタ 2005-2013
- ウスタリツ 2005-2012
- ミケル・バレンシアガ 2008-2011,2013-
- アイメリク・ラポルテ 2012-2018
- イニゴ・マルティネス 2018-
- ユーリ・ベルチチェ 2018-

### MF
| - ナンド 1941-1952 - ホセ・マリア・マグレギ 1952-1961 - ミゲル・デ・アンドレス 1979-1988 - ホス・ウルティア 1988-2003 - フレン・ゲレーロ 1992-2006 - ヨン・アンドニ・ゴイコエチェア 1994-1998 - ビトール・アルキサ 1994-2003 - ホセバ・エチェベリア 1995-2010 - フランシスコ・ジェステ 1998-2010 | - カルロス・グルペギ 1999-2016 - ティコ 1999-2008 - パブロ・オルバイス 2000-2012 - ハビ・マルティネス 2006-2012 - イゴール・ガビロンド 2006-2012 - マルケル・スサエタ 2007-2019 | - アンデル・イトゥラスペ 2008-2019 - オスカル・デ・マルコス 2009- - ミケル・サン・ホセ 2009-2020 - アンデル・エレーラ 2011-2014 - ラウール・ガルシア 2015- |

### FW
- ピチーチ 1911-1921
- フェリックス・セスマガ 1922-1924
- チリ2世 1928-1935
- バタ 1929-1936
- テルモ・サラ 1940-1955
- カルロス 1970-1981
- ハビエル・アスカルゴルタ 1972-1977
- ハビエル・イルレタ 1975-1980
- フリオ・サリーナス 1982-1986
- エルネスト・バルベルデ 1990-1996
- ホセバ・エチェベリア 1995-2010
- イスマエル・ウルサイス 1996-2007
- サンティアゴ・エスケーロ 1998-2005
- アリツ・アドゥリス 2000-2008, 2012-2020
- フェルナンド・ジョレンテ 2004-2013
- イケル・ムニアイン 2009-
- イニャキ・ウィリアムズ 2014-